# Joodmonochloride
Joodmonochloride is een interhalogeenverbinding met als brutoformule ICl. Het is een rood-bruine corrosieve verbinding met een smeltpunt dicht tegen kamertemperatuur. Door het verschil in elektronegativiteit tussen jood en chloor is ICl een polaire verbinding die zich gedraagt als een bron van I+ (jodonium-ionen).

## Synthese
De bereiding van joodmonochloride verloopt door de twee halogenen met elkaar te mengen:
{\displaystyle {\ce {I2 + Cl2 -> 2ICl}}}
Als chloorgas over joodkristallen geleid wordt, is de vorming van de bruine joodmonochloride-damp duidelijk waarneembaar. Joodmonochloride kan vervolgens als vloeistof verzameld worden. Een overmaat chloor zet joodmonochloride in een reversibele reactie om in joodtrichloride volgens:
{\displaystyle {\ce {ICl + Cl2 -> ICl3}}}

## Polymorfie
Van ICl zijn twee polymorfe vormen bekend. α-ICl vormt rood doorschijnende, zwarte naalden met een smeltpunt van 27,2 °C, β-ICl bestaat uit zwarte plaatvormige kristelen, roodbruin bij dioorvallend licht, met een smeltpunt van 13,9 °C.

## Toepassingen
In de organische synthese is joodmonochloride een zeer bruikbaar reagens. Het wordt gebruikt als een bron van elektrofiel jood (I+) in de synthese van een aantal aromatische joodverbindingen. Joodmonochloride is ook in staat om binding tussen koolstof en silicium te verbreken.
Joodmonochloride addeert aan dubbele bindingen in alkanen, waarbij chloor-joodalkanen worden gevormd:
{\displaystyle {\ce {R-CH=CH-R' + ICl -> R-CH(I)-CH(Cl)-R'}}}
Als deze reactie in aanwezigheid van natriumazide wordt uitgevoerd, ontstaat het joodazide.
In tegenstelling tot de algemene reactie van interhalogenen, reageert joodmonochloride met water onder ontleding naar de elementen.
Met droog (= watervrij) HCl-gas reageert ICl onder vorming van waterstofdichloorjodaat:
{\displaystyle {\ce {HCl\ +\ ICl\ ->\ HICl2}}}